# Sete Queixas

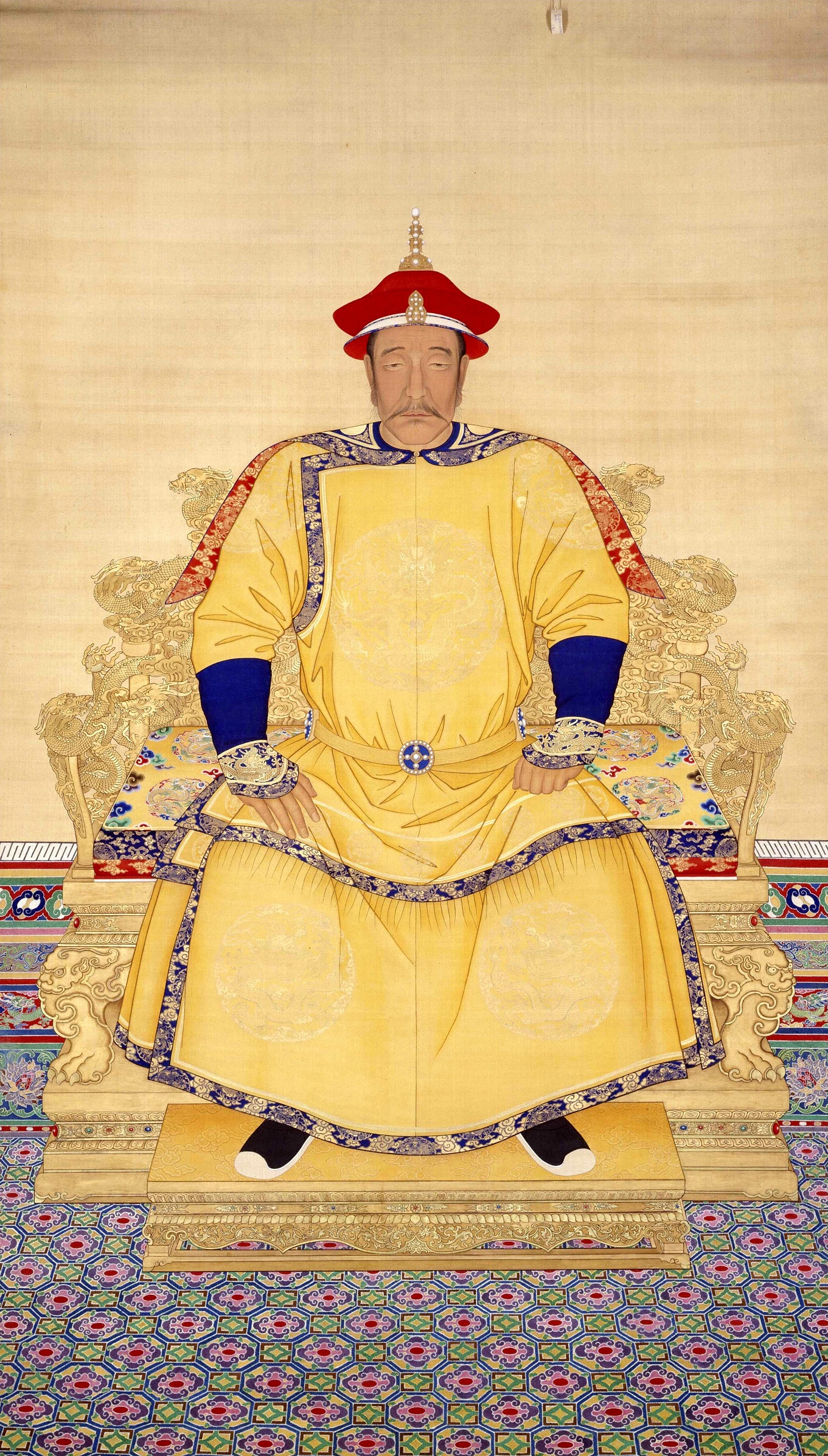
Nurhachi

As Sete Queixas (Manchu: ᠨᠠᡩᠠᠨ
ᡴᠣᡵᠣ nadan koro; chinês: 七大恨, pinyin: Qī Dà Hèn, lit. ‘Sete Grandes Ódios’) foi um manifesto anunciado por Nurhachi, cã da Dinastia Jin Posterior, no décimo terceiro dia do quarto mês lunar do terceiro ano do Tianming (chinês: 天命, lit. ‘Mandato do Céu’) era de seu reinado; 7 de maio de 1618. Declarou efetivamente guerra contra a Dinastia Ming.
Houve vários relatos das Sete Queixas, um dos "Verdadeiros Registros dos Manchus", outro dos "Registros Verdadeiros Qing" e o do sucessor de Nurhachi, Huang-Taiji. De acordo com o último relato, as sete queixas são:
1. Os Ming mataram o pai e o avô de Nurhachi sem motivo;
2. Os Ming suprimiram os Jianzhou e favoreceram os clãs Yehe e Hada;
3. Os Ming violaram o acordo de territórios com Nurhachi;
4. Os Ming enviaram tropas para proteger Yehe contra os Jianzhou;
5. Os Ming apoiaram Yehe para quebrar sua promessa a Nurhachi;
6. Os Ming forçaram Nurhachi a desistir das terras em Chaihe, Sancha e Fuan;
7. O oficial Ming, Shang Bozhi, abusou de seu poder e atropelou o povo.

Pouco depois do anúncio das Sete Queixas, o ataque contra os Ming em Fushun começou. Os desertores Han desempenharam um papel muito importante na conquista Qing da China Ming. Os generais chineses han que desertaram para os manchus muitas vezes recebiam mulheres da família imperial Aisin Gioro em casamento, enquanto os soldados comuns que desertavam muitas vezes recebiam mulheres manchus não-reais como esposas. O líder Manchu Nurhaci casou uma de suas netas com o General Ming Li Yongfang (李永芳) depois que ele rendeu Fushun em Liaoning aos Manchu em 1618. Os descendentes de Li receberam o título de "Visconde de Terceira Classe" (三等子爵). Em retaliação, um ano depois, uma força punitiva Ming de cerca de 100.000 homens, que incluía tropas coreanas e Yehe, aproximou-se dos Manchus de Nurhaci ao longo de quatro rotas diferentes. Os Manchus obtiveram sucessivas vitórias, sendo a mais decisiva a batalha de Sarhu, na qual Nurhaci derrotou a dinastia Ming e as tropas coreanas que eram muito superiores em número e armamentos.
A dinastia Ming estava cansada por uma combinação de conflitos internos e assédio constante por parte dos Manchu. Em 26 de maio de 1644, Pequim caiu diante de um exército camponês rebelde liderado por Li Zicheng. Durante a turbulência, o último imperador Ming, Zhu Youjian, enforcou-se em uma árvore no jardim imperial fora da Cidade Proibida. Os Manchus então se aliaram ao general Ming Wu Sangui e tomaram o controle de Pequim e derrubaram a curta Dinastia Shun de Li Zicheng, estabelecendo o governo da Dinastia Qing na China.